# Által-ér
Által-ér är ett vattendrag i Ungern. Det ligger i den nordvästra delen av landet, 60 km väster om huvudstaden Budapest.